# Бежицкий сталелитейный завод
АО "Производственное объединение «Бежицкая сталь» (Бежицкий сталелитейный завод) — крупнейший производитель и поставщик вагонного литья в России. Предприятие выпускает тележки для грузовых вагонов, балки надрессорные, автосцепки для грузовых и пассажирских вагонов, поглощающие аппараты для автосцепок, буксы для грузовых вагонов и т. п.
В 2006 году Бежицкий сталелитейный завод произвёл и реализовал различной продукции на сумму свыше 2,1 млрд рублей.
Численность работников предприятия — более 2500 человек.
До июня 2024 года предприятие принадлежало ЗАО «Трансмашхолдинг», а затем перешло в состав Концерна «Тракторные заводы».

## Номенклатура продукции
Предприятие выпускает каркасы тележек для грузовых вагонов, надрессорные балки, автосцепки для грузовых и пассажирских вагонов, буксы для грузовых вагонов и многое другое.
На заводе внедрена, функционирует и активно развивается система менеджмента качества, получен сертификат соответствия, разрешено применение знака соответствия системы добровольной сертификации на железнодорожном транспорте. Совместно с учёными Брянского государственного технического университета изготовлена опытная партия новых поглощающих аппаратов «ПМКП-110» класса Т-1. Это первый в мировой практике фрикционный поглощающий аппарат, не требующий предварительной приработки. Продолжается работа по организации производства новой грузовой тележки с нагрузкой на ось 25 тонн. Начато производство литых деталей трёхосной тележки для думпкаров.
Завод занимает 18 % рынка вагонного литья стран СНГ и 36 % российского рынка. Основные потребители продукции БСЗ — предприятия «Трансмашхолдинга».

## Историческая справка
Завод был основан в 1935 году в городе Бежица, который ныне является одним из районов Брянска. Во второй половине 30-х годов — одно из наиболее мощных и передовых предприятий СССР. Во время войны БСЗ был эвакуирован в Нижний Тагил, где присоединился к работе Уралвагонзавода по производству танков Т-34. После освобождения Брянска и Бежицы, вернувшиеся из эвакуации заводчане восстановили разрушенное предприятие и в 1946 году дали первую послевоенную сталь.
В 1954 году было освоено производство новых букс для пассажирских и грузовых вагонов, что позволило увеличить скорость, вес и длину поездов. В 1956 году БСЗ освоил выпуск тяжёлых тракторов Т-180. Они успешно работали в Крыму, на Крайнем Севере, на строительстве Асуанской плотины в Египте.
Позже корпус, где изготавливали трактора, был передан строящемуся Брянскому автомобильному заводу, положил начало его созданию и оснащению.
В 1966 году был освоен выпуск задвижек для трубопроводов нефтегазовой промышленности, атомных электростанций.
В 1985 году за успехи в производстве завод был награждён орденом Трудового Красного Знамени.
За создание новых узлов автосцепки и марок стали Бежицкий сталелитейный завод был удостоен 4-х серебряных медалей ВДНХ. В 2015 году предприятие получило новое имя — «Бежицкая сталь».
В июле 2018 года стало известно о возгорании в цеху сталелитейного завода. Пожар быстро был ликвидирован. 
В январе 2022 года стало известно об открытии механического цеха. Создание цеха позволит получить не только дополнительную прибыль, но и создать другой уровень культуры предприятия.

## Руководители предприятия
- 2022 — н. в. — Дульцев Сергей Иванович[5]
- 2022—2022 — Сергей Николаевич Филипьев
- 2018—2022 — Игорь Валерьевич Мочалин[6]
- 2015—2018 — Валерий Викторович Воронин
- 2015 — Александр Альбертович Василенко
- 2009—2015 — Валерий Викторович Воронин
- 2008 — Сергей Иванович Алёшин
- 2005—2008 — Валерий Викторович Воронин
- 2003—2005 — Валентин Иванович Рязанов
- 2002 — Виктор Иванович Долгов
- 2001—2002 — Сергей Олегович Реботенко
- 1994—2001 — Анатолий Мартынович Сухов
- 1993—1994 — Виктор Васильевич Василев
- 1983—1993 — Михаил Андреевич Нидбайкин
- 1980—1983 — Юрий Федорович Корячко
- 1965—1980 — Евгений Константинович Аверин
- 1948—1965 — Афанасий Федорович Аверин
- 1947—1948 — Иван Иванович Атопов
- 1944 — Аркадий Львович Гиндельман
- 1941 — Родионов